# Circonscription de Bugina
La circonscription de Bugina est une des 135 circonscriptions législatives de l'État fédéré Amhara, elle se situe dans la Zone Nord Wollo. Son représentant actuel est Girma Melaku Getu.